# كارل أوتو هارتس
كارل أوتو هارتس (بالإنجليزية: Carl Otto Harz)‏ (و. 1842 – 1906 م) هو عالم نبات من الإمبراطورية الألمانية . ولد في غامرتينغن .
توفي في ميونخ ، عن عمر يناهز 64 عاماً.